# Štúrovo
Štúrovo (do 1948 Parkan, Parkáň, węg. Párkány, niem. Gockern) – miasto na Słowacji, przy granicy z Węgrami, miejsce dwóch bitew stoczonych przez Jana III Sobieskiego z Turkami w 1683.
Štúrovo leży nad Dunajem. Jest miastem granicznym. Po drugiej stronie Dunaju znajduje się węgierski Ostrzyhom. Łączy je most Marii Walerii (nazwany na cześć córki Franciszka Józefa I). Most został zniszczony w 1944 r. podczas II wojny światowej, ale w 2001 r. odbudowano go. Do 1948 r. miasto znane było jako Parkan. Obecna nazwa pochodzi od nazwiska XIX-wiecznego słowackiego działacza narodowego Ľudovíta Štúra. Po 1989, mimo lokalnego referendum, w którym mieszkańcy głosowali za przywróceniem historycznej nazwy, władze centralne zdecydowały o pozostawieniu nazwy Štúrovo.
W mieście rozwinął się przemysł papierniczy oraz materiałów budowlanych.

## Historia
Pierwsza wzmianka pochodzi z 1075 – miejscowość nosiła wówczas nazwę Kakath. Późniejsze wersje to Kokot, Chokot, Kokat, aż wreszcie Cigerdelen Parkani, Parkan, Párkány (od 1773), Parkáň. Po 1541 na 150 lat Párkány znalazły się pod panowaniem tureckim, a nadgraniczne położenie sprawiło, że częste potyczki z wojskami habsburskimi rujnowały okolicę.

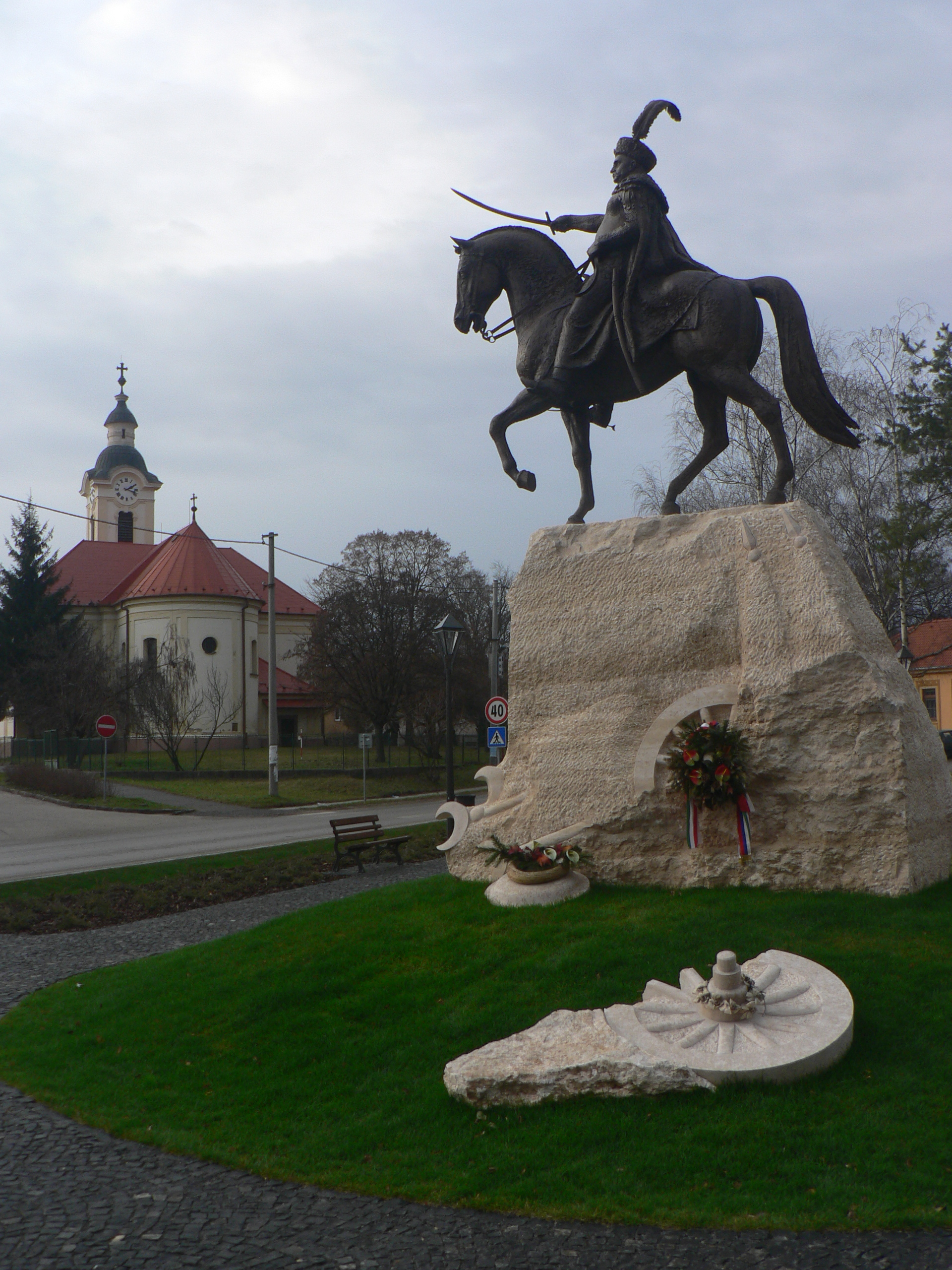
Pomnik Jana III Sobieskiego w Parkanach – odsłonięty na 325. rocznicę bitwy pod Parkanami.

Po bitwie pod Parkanami w 1683 miejscowość powróciła pod władanie królów węgierskich.
Za czasów Marii Teresy Párkány stały się siedzibą powiatu, mogły też organizować 4 jarmarki w roku. W 1850 Párkány połączono linią kolejową z Pressburga (Bratysławy) do Budapesztu. W 1895 otwarto most Marii Walerii na Dunaju.
W 1910 na 3079 mieszkańców 3016 było Węgrami (ponad 97%). Mimo to ze względów politycznych i gospodarczych po I wojnie światowej przyłączono miasto do nowo powstałej Czechosłowacji. Na krótko w latach 1938–1945 powróciło do Węgier, aby od 1945 znowu znaleźć się w Czechosłowacji. W 1948 zmieniono nazwę na Štúrovo, mimo iż Ľudovít Štúr nigdy w tym mieście nie był.
Według danych z 2003 na 11 410 mieszkańców było 8049 Węgrów (70,55%), 3294 Słowaków (28,9%), 137 Czechów (1,2%) i 40 Romów. 9037 zadeklarowało się jako rzymscy katolicy.

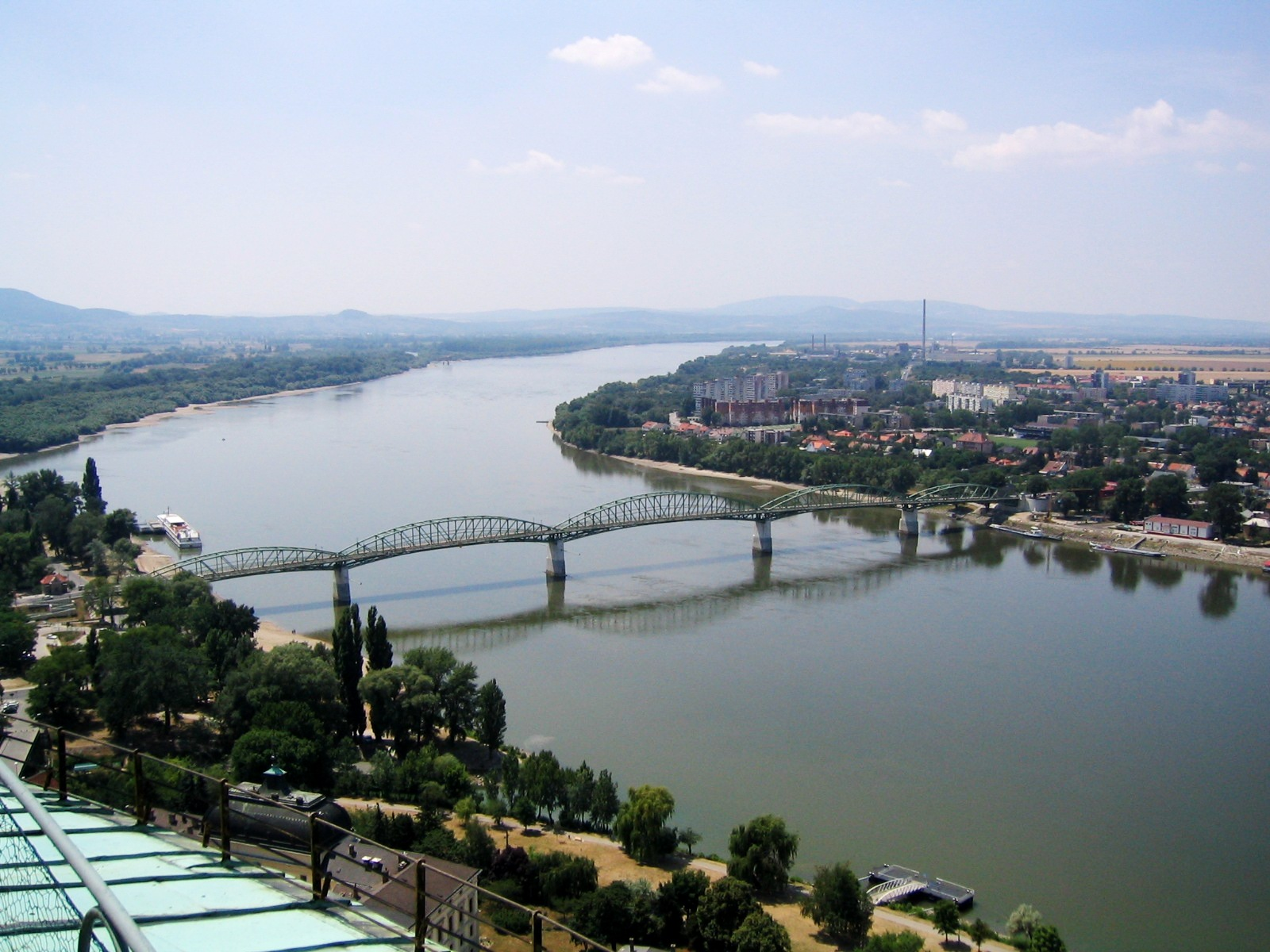
Widok na Štúrovo i most Marii Valerii od strony Ostrzyhomia

## Miasta partnerskie
źródło:
- Baraolt
- Bruntál
- Castellarano
- Kłobuck
- Kőbánya (dzielnica Budapesztu)
- Novi Bečej
- Ostrzyhom